# Supercoupe d'Italie de football 1992
Navigation
Supercoupe d'Italie 1991 Supercoupe d'Italie 1993
La Supercoupe d'Italie 1992 (italien : Supercoppa italiana 1992) est la cinquième édition de la Supercoupe d'Italie, épreuve qui oppose le champion d'Italie au vainqueur de la Coupe d'Italie. Disputée le 30 août 1992 au Stade Giuseppe-Meazza à Milan devant 30 102 spectateurs, la rencontre est remportée par l'AC Milan aux dépens de l'AC Parme sur le score de 2-1.

## Participants
La rencontre oppose le Milan AC à l'AC Parme. Milan se qualifie au titre de sa victoire en championnat 1992 et Parme se qualifie pour la Supercoupe grâce à sa victoire en Coupe d'Italie de football 1991-1992. La compétition étant naissante, il s'agit de la deuxième participation du club lombard et de la première concernant le club parmesan.
Les joueurs rossoneri Alessandro Costacurta, Franco Baresi et Marco van Basten participent à l'édition 1988. Il s'agît également du premier match officiel disputé par l'attaquant français Jean-Pierre Papin sous ses nouvelles couleurs depuis son départ de l'Olympique de Marseille.

## Rencontre
Marco van Basten ouvre le score pour le Milan AC au quart d'heure de jeu puis Alessandro Melli égalise à 1-1 sur penalty dans la dernière minute de la première période. L'attaquant milanais Daniele Massaro remplace Jean-Pierre Papin en cours de seconde période, marque le but du 2-1 cinq minutes plus tard et permet à son club de gagner. L'AC Milan remporte une deuxième Supercoupe d'Italie en deux participations après celle glanée lors de la première édition en 1988 contre la Sampdoria de Gênes. 

## Feuille de match
| 30 août 1992 | AC Milan                     | 2-1   | AC Parme         | Stade Giuseppe Meazza, Milan                        |                                                     |
|              | van Basten 14e · Massaro 70e | (1-1) | 45e (pen.) Melli | Spectateurs : 30 102 Arbitrage : Pierluigi Pairetto | Spectateurs : 30 102 Arbitrage : Pierluigi Pairetto |

| Milan | Parme |

| Gardien de but | 1  | Francesco Antonioli   |        |     |
| D              | 2  | Mauro Tassotti        |        |     |
| D              | 5  | Alessandro Costacurta |        |     |
| D              | 6  | Franco Baresi         | Averti |     |
| D              | 3  | Paolo Maldini         |        |     |
| M              | 7  | Gianluigi Lentini     |        |     |
| M              | 4  | Demetrio Albertini    |        |     |
| M              | 10 | Ruud Gullit           |        | 46e |
| M              | 8  | Roberto Donadoni      |        |     |
| A              | 9  | Marco van Basten      |        |     |
| A              | 11 | Jean-Pierre Papin     |        | 65e |
| Remplaçants :  |    |                       |        |     |
| C              | 14 | Alberigo Evani        |        | 46e |
| A              | 16 | Daniele Massaro       |        | 65e |
| Entraîneur :   |    |                       |        |     |
| Fabio Capello  |    |                       |        |     |

| Gardien de but | 1  | Cláudio Taffarel    |        |     |
| D              | 2  | Antonio Benarrivo   |        |     |
| D              | 4  | Lorenzo Minotti     |        |     |
| D              | 5  | Luigi Apolloni      |        |     |
| D              | 6  | Salvatore Matrecano | Averti |     |
| D              | 3  | Alberto Di Chiara   |        |     |
| M              | 8  | Daniele Zoratto     | Averti |     |
| M              | 9  | Marco Osio          |        |     |
| M              | 10 | Gabriele Pin        |        | 70e |
| A              | 7  | Alessandro Melli    |        |     |
| A              | 11 | Faustino Asprilla   |        |     |
| Remplaçant :   |    |                     |        |     |
| M              | 14 | Stefano Cuoghi      |        | 70e |
| Entraîneur :   |    |                     |        |     |
| Nevio Scala    |    |                     |        |     |